# Cavalete (instrumento de tortura)

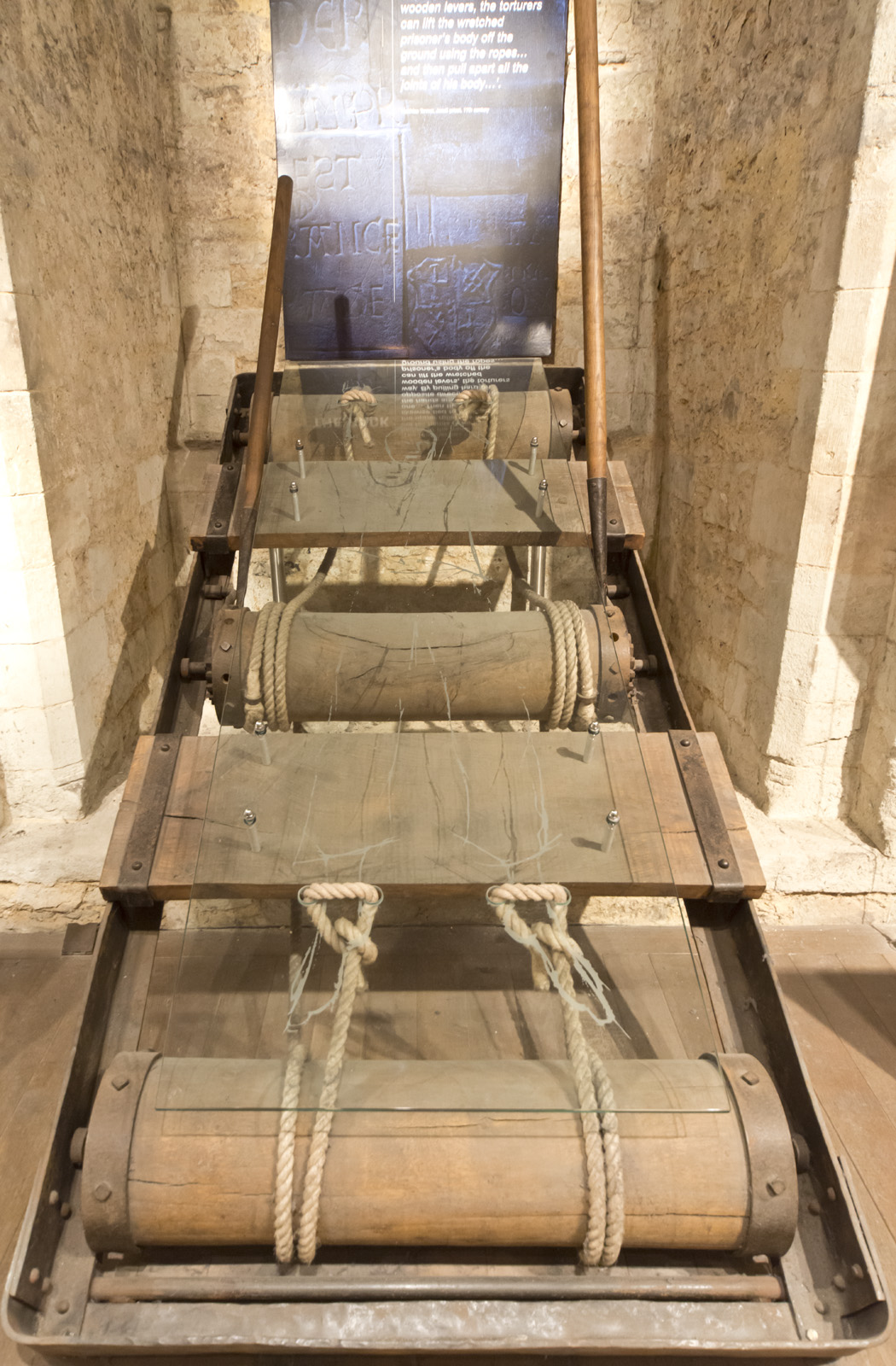
Cavalete na Torre de Londres, Inglaterra.

Cavalete ou potro é um instrumento de tortura que consiste de uma estrutura retangular, geralmente de madeira, parecida com uma mesa,  com um rolete numa ou nas duas extremidades. Os pulsos da vítima são presos numa delas e os tornozelos, na outra. Conforme o interrogatório ou a tortura avança, uma manivela com um mecanismo do tipo roquete é utilizado para gradualmente aumentar a tensão nas cordas, provocando uma dor excruciante. Por meio de polias e alavancas, este rolete pode ser girado sobre seu próprio eixo, esticando as cordas até que as juntas da vítima são deslocadas e, finalmente, separadas. Adicionalmente, se as fibras musculares forem esticadas demais, perderão a capacidade de se contrair, o que as inutiliza.
Um aspecto horrível de ser esticado no cavalete por tempo de mais são os sons das cartilagens, ligamentos ou ossos se arrebentando ou rasgando. Um poderoso método para pressionar prisioneiros era forçá-los a assistir à tortura de alguma outra pessoa no cavalete. Além disso, com a pessoa presa no instrumento era possível aplicar simultaneamente outros tipos de tortura, geralmente queimaduras nos flancos com tochas ou velas ou pinças com pontas especiais para arrancar as unhas dos dedos das mãos e dos pés. Um resultado frequentemente era a separação de ombros e quadril e o deslocamento de cotovelos, joelhos, pulsos e calcanhares. O corpo da vítima poderia ser esticado vários centímetros, até quase trinta em alguns casos.
Braços e pernas rapidamente se deslocavam, e a coluna vertebral poderia partir. Músculos e órgãos internos poderiam ser também esticados até ao  ponto de ruptura. Em pouco tempo, o interrogado era mutilado para toda a vida, ou mesmo morto. 
O cavalete existiu em várias versões. O termo é por vezes utilizado também para designar construções mais simples que apenas facilitavam punições corporais em determinadas posições preferidas numa determinada região ou jurisdição.

## Utilização

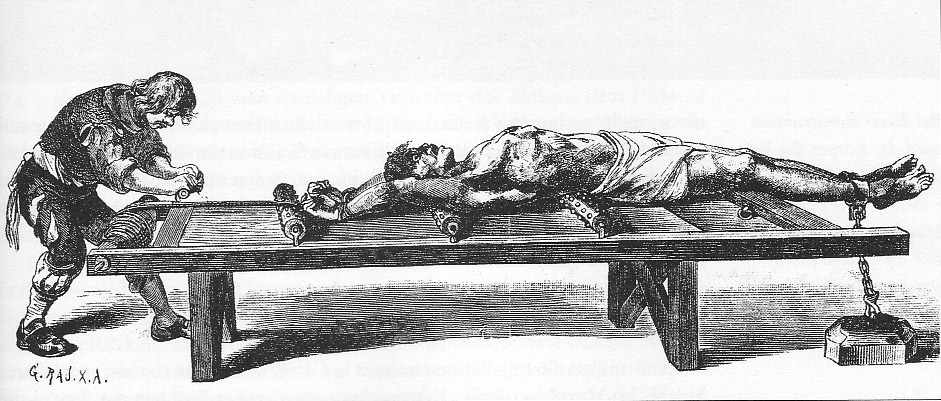
A versão francesa do cavalete, com o rolete com espinhos abaixo da espinha.

### Origens
De acordo com Tácito, o cavalete foi utilizado para extrair os nomes dos conspiradores no complô para assassinar o imperador romano Nero da liberta Epícaris em 65 d.C. No dia seguinte, ainda recusando-se a falar, ela estava sendo arrastada de volta para o cavalete numa cadeira (todos os membros estavam deslocados e ela não conseguia ficar em pé) quando se conseguiu se estrangular numa volta de corda presa no costado da cadeira no caminho.
O instrumento foi utilizado também em São Vicente de Saragoça (m. 304) e foi mencionado pelos Padres da Igreja Tertuliano e Jerônimo (420).

### Inglaterra medieval
Acredita-se que o cavalete foi levado para a Inglaterra por obra de John Holland, 2º duque de Exeter, o condestável da Torre, em 1447. O aparelho em si ficou famoso com o nome de "Filha do duque de Exeter".
Em 1628, a questão da legalidade de seu uso foi levantado por uma proposta no Conselho Privado para executar no cavalete John Felton, o assassino do duque de Buckingham. Os juízes resistiram e declararam de forma unânime que sua utilização seria contrária às leis da Inglaterra.
No ano anterior, Carlos I autorizou as cortes irlandesas a utilizarem o cavalete num padre católico, provavelmente a última vez que o aparelho foi utilizado na Irlanda. Em 1679, Miles Prance, durante seu interrogatório sobre o assassinato de Sir Edmund Berry Godfrey foi ameaçado com o cavalete, embora seja improvável que tenha sido mais do que um blefe.
Acredita-se também que Guy Fawkes tenha sido torturado no cavalete, pois uma ordem real autorizando sua tortura sobreviveu: ele deveria ser submetido primeiro às "torturas menores", mas se ele permanecesse recalcitrante, o cavalete deveria ser utilizado.

### Outros

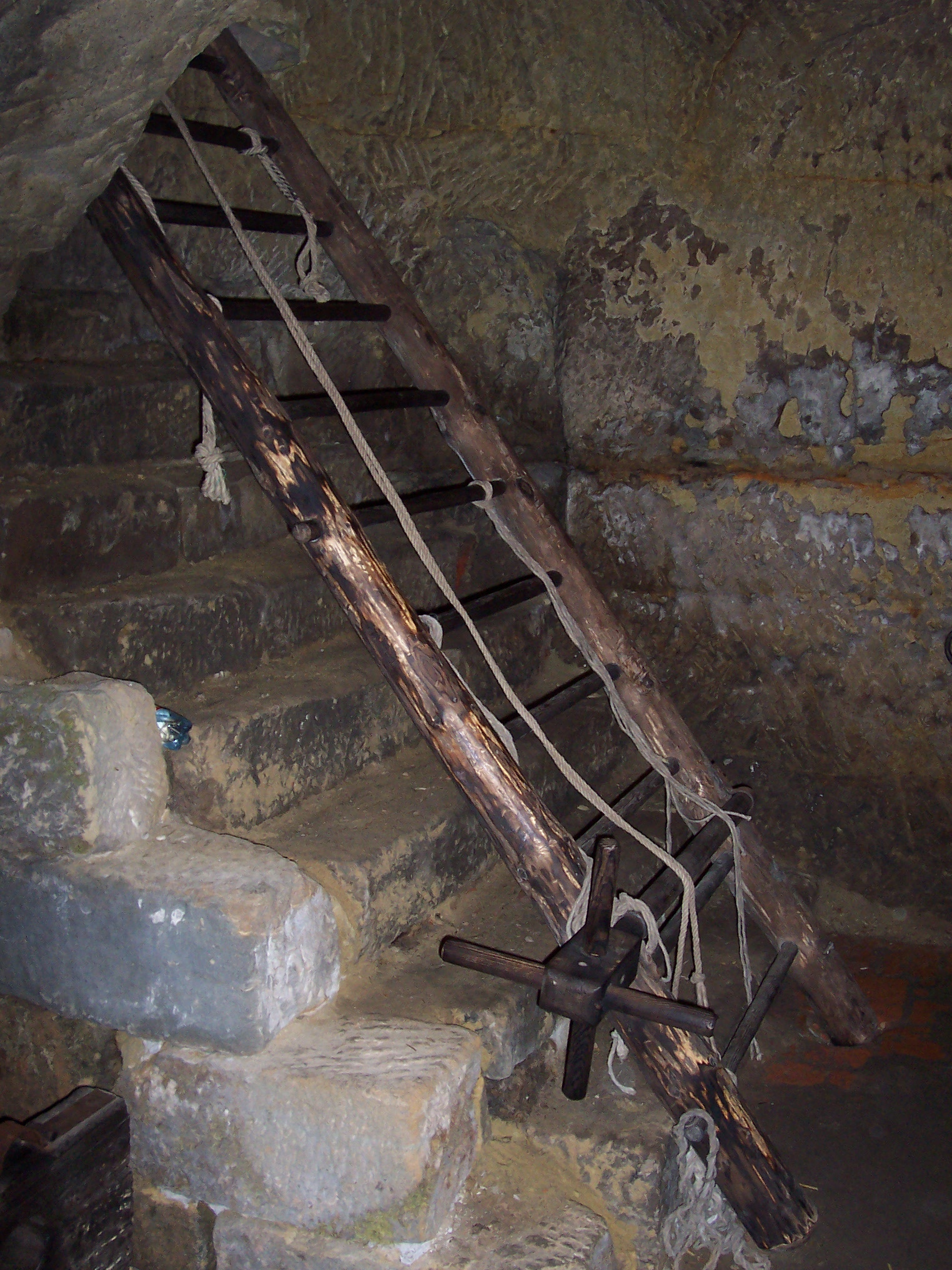
Versão semi-vertical, no Castelo de Kost, na República Checa.

A França introduziu uma "melhoria" ao cavalete, com roletes com espinhos que eram inseridos sob a espinha da vítima, aumentando ainda mais a dor e os danos físicos à vítima.
O strappado provocava fratura dos braços e ombros, mas precisava durar menos de meia-hora, pois manter a vítima nesta posição por mais tempo poderia levar a vítima à morte por parada respiratória. Um método similar era utilizado na Rússia (em russo: дыба; romaniz.: dyba) utilizando um instrumento parecido com um patíbulo com uma alavanca para suspender a vítima, que era então chicoteada e, às vezes, queimada com tochas.